# Dushan, Lai'an
Dushan (kinesiska: 独山) är en köping i östra Kina. Den ligger i Lai'an härad i staden Chuzhou i provinsen Anhui, omkring 140 kilometer nordost om provinshuvudstaden Hefei. Antalet invånare är 18 688. Befolkningen består av 9 332 kvinnor och 9 356 män. Barn under 15 år utgör 16,0 %, vuxna 15-64 år 72 %, och äldre över 65 år 11,0 %.